# Типърари (графство)
Типърари (на английски: County Tipperary, Каунти Типърари, на ирландски: Contae Thiobraid Árann) е едно от 26-те графства на Ирландия. Създадено е през 13 век. Намира се в провинция Мънстър. Разделено е на две графства: Северно Типърари с главен административен център град Нина и Южно Типърари с главен административен център град Клонмел. Граничи с графствата Офали, Лийш, Килкени, Уотърфорд, Лимерик, Клеър и Голуей. Има площ 4303 km². Население 149 040 жители към 2006 г. Градовете в графството са Борисоукейн, Борисоулий, Карик он Шур, Кашъл, Кеър, Клонмел, (най-голям по население), Клъфджордан, Нина, Нюпорт, Роскрей, Темпълмор, Типърари, Търлес и Федард.